# 프란티셰크 팔라츠키

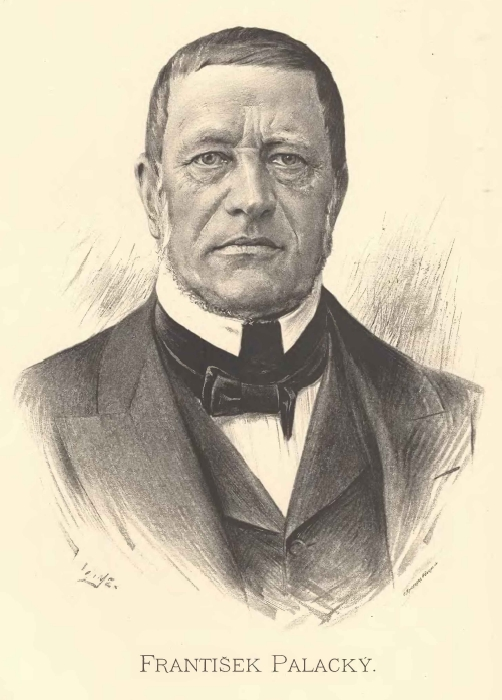
프란티셰크 팔라츠키

프란티셰크 팔라츠키(체코어: František Palacký, 1798년 6월 14일 ~ 1876년 5월 26일)는 19세기에 활동한 체코의 역사학가, 작가, 정치인, 철학자이다.
그는 체코 역사의 아버지, 체코 민족의 아버지로 평가받고 있다.

## 생애
모라비아 호트슬라비체의 개신교도 가정에서 태어난 팔라츠키는 체코 민족 부흥 운동의 가장 중요한 인물이었다. 후스주의 전통의 민족주의 정신에 이끌린 체코 민족의 위대한 역사가로서, 1836년부터 쓰기 시작한 그의 다섯 권으로 된 《보헤미아와 모라비아에서의 체코 민족의 역사("The History of the Czech Nation in Bohemia and Moravia")》는 정치적 자유를 위한 체코 민족의 투쟁의 역사에 초점을 맞추고 있다. 근대 교육의 선구자이자 체코 형제교단의 마지막 주교이며, 체코 민족의 가장 위대한 애국자 중의 한사람인 코메니우스의 계승자임을 자임하는 팔라츠키는 1848년의 혁명기와 그 이후의 체코 민족의 가장 위대한 정치 지도자로서 20세기 체코슬로바키아의 토마시 가리크 마사리크 대통령의 선구가 되었다.

## 오스트로-슬라비즘
1840년대 헝가리에서의 헝가리화와 독일 권에서의 독일화에 자극을 받아 논의되기 시작한 것이 오스트로슬라비즘(austroslavismus; Austro-Slavism)인데 이는 무엇보다 오스트리아의 합스부르크 군주국 내에서 다수를 점하고 있는 슬라브 인들이 독일인들 및 헝가리 인들과 동등한 권리를 행사할 수 있어야 한다는 주장에서 출발하였다.
1848년 4월 팔라츠키는 프랑크푸르트 국민 의회 준비위원회에 오스트리아 대표로 선정되었지만, 팔라츠키는 오스트로-슬라비즘을 주장하며 "프랑크푸르트 의회는 한번도 독일에 소속된 적이 없는 체코인을 독일 내에 끌어들이는 것을 목적으로 하고 있다"고 지적하며 초빙을 거절했다. 팔라츠키의 오스트로-슬라비즘에 의하면 제국 내의 각 민족들이 동등한 권리를 가지는 중부 유럽의 합스부르크 입헌 군주국이 대내적으로는 독일인도 헝가리인도 패권을 행사하지 못하게 하고, 대외적으로는 러시아와 프러시아의 팽창주의를 견제할 수 있게 되어 이 지역뿐만 아니라, 유럽 전체의 안정에도 도움이 된다는 것이었다. 이러한 팔라츠키의 오스트로-슬라비즘은 중부 유럽과 동남부 유럽 혁명 운동의 가장 중요한 정치 프로그램 중의 하나가 되었고, 동시에 상당 기간 체코 민족 운동의 지침이 되었다. 팔라츠키는 5월에 오스트리아 문교부 장관에 취임하도록 요청받았지만, 독일계 주민들의 반발을 고려하여 이것도 거부하였다.

## 《보헤미아와 모라비아에서의 체코 민족의 역사》
팔라츠키는 체코 대백과사전과 민족 극장의 건립을 추진하였다. 하지만 오스트리아 정부의 방해로 단념할 수 밖에 없었고, 프라하 경찰의 개입으로 체스케 무제움(체코의 애국 박물관)의 위원 자격도 포기해야 했으며 모든 정치 활동을 중단하지 않을 수 없었다. 자신의 필생의 역작인 《보헤미아와 모라비아에서의 체코 민족의 역사("The History of the Czech Nation in Bohemia and Moravia")》의 집필에만 전념하였다. 그는 이 역사서에서 체코의 역사를 처음에는 독일 봉건주의에 대한 민주주의 세력의 투쟁의 역사로, 나중에는 권위주의적 권력에 대한 자유주의 정신의 투쟁의 역사로 해석하였다.